# 木村富美子
木村 富美子（きむら ふみこ、1942年5月1日‐2008年1月7日）は、東京都出身の随筆家。旧姓山下。
幼少より結核、呼吸不全などの闘病生活のかたわら、三浦綾子、遠藤周作、藤沢周平らの影響を受け、数多くのエッセイを執筆。

## 来歴
1942年、東京都池袋に生まれる。父は書道学院を経営する書家で、華族の人びとにも教えていた。
1945年、東京都西多摩郡霞村（現青梅市）に疎開。1949年、霞村小学校分教場入学。小学5年の時に疎開先から国立市に移転。小学6年になって間もなく肺結核を発病し休学・留年。その後もたびたび療養所に入所。
1961年、3年遅れで東京都立立川高等学校入学。同じ高校に入学した3歳下の妹と同時入学となる。文芸部に所属し、随筆、童話を書き始める。病気と闘いながら文筆活動をした三浦綾子に傾倒。
1967年、共立女子短期大学卒業と同時に、宮内庁東宮職の夫と結婚、神奈川県相模原市に居住。ほどなく長男誕生。
1992年、「ランドセル」で日本随筆家協会賞を受賞。翌年、随筆集『巣だちの季節』を上梓。『巣だちの季節』の中から「ランドセル」「赤い靴」が高校入試問題に採用される。
1999年、慢性呼吸不全で入退院を繰り返す最中、三浦綾子が死去。これを契機にキリスト教入信。
三浦綾子追悼集『燭光』に、「三浦先生が天国に逝かれた一昨年の暮、私は受洗した。未だ先生のように、『病は神がくれた十字架』と思うまでには至らないが、主イエスが十字架上で経験されたお苦しみに比べたら、私の病気など苦しみのうちに入らない、と思えるようになった。」と述べている。

## 受賞歴
- 1986年　『形見分け』で第16回神奈川新聞文芸コンクール入選
- 1992年　『ランドセル』で第26回日本随筆家協会賞
- 1995年　第53回コスモス文学新人賞

## 主な作品

### 随筆集
- 巣だちの季節（日本随筆家協会）
- 私の愛犬物語　ムックとマリー（近代文芸社）
- 祈りの花（編集工房風）

### 短編小説・掌編小説
- 形見分け
- 何でもお下がり
- 乾燥機
- 洗礼
- 結婚の条件
- ジュン
- 片月見